# Iris subdichotoma
Iris subdichotoma là một loài thực vật có hoa trong họ Diên vĩ. Loài này được Y.T.Zhao miêu tả khoa học đầu tiên năm 1980.